# Cordia ochnacea
Cordia ochnacea är en strävbladig växtart som beskrevs av Dc.. Cordia ochnacea ingår i släktet Cordia, och familjen strävbladiga växter. Inga underarter finns listade i Catalogue of Life.